# Fabiele Mota
Fabiele dos Santos Mota (São Francisco de Itabapoana, 12 de setembro de 1978) é um ciclista brasileiro, que atualmente (2022) compete pela equipe S & C Team. É o irmão mais velho de Fabiano Mota, ciclista da equipe UFF de Ciclismo.
Fabiele começou no ciclismo profissional aos 18 anos. Antes disso, trabalhava junto com seu irmão Fabiano como ajudante de pedreiro em São Francisco de Itabapoana. Também teve uma curta carreira no futebol, chegando a atuar como lateral-esquerdo no America Football Club. Sua especialidade é velocista, e destacou-se pela regularidade no topo do ranking brasileiro de ciclismo de estrada, sendo o 3º colocado em 2007, 2º lugar em 2009 e o vencedor do ranking de 2012, tendo assumido a liderança em julho desse ano.

## Principais resultados
2005
1º  Classificação por pontos da Volta Ciclística de São Paulo
1º - Etapas 4 & 7 da 500 Millas del Norte
3º - Prova Ciclística 1º de Maio - GP Ayrton Senna
3º - Desafio Internacional de Ciclismo
4º - Prova Ciclística 9 de Julho
3º - Campeonato Brasileiro de Ciclismo de Estrada
2006
5º - Copa América de Ciclismo
3º - Classificação Geral do Torneio de Verão de Ciclismo
1º - Etapa 3
1º - Etapa 5 da Volta de Porto Alegre
5º - Meeting Internacional de Ciclismo
2º - Copa Promoson
2007
4º - Copa América de Ciclismo
3º - Copa da República de Ciclismo
1º - Etapa 5 do Torneio de Verão de Ciclismo
3º - Circuito Boa Vista
1º - Etapa 4 da Volta do Rio de Janeiro
1º - Etapa 7 da Volta Ciclística de São Paulo
1º - Copa Promoson
2º - Classificação Geral da Volta de Goiás
1º - Etapas 3 & 5
2º - Meeting Internacional de Goiânia
1º - GP de Ciclismo Cidade de Montes Claros
5º - Copa da República de Ciclismo
2008
3º - Copa América de Ciclismo
3º - Copa Promoson
2º - Volta da Inconfidência Mineira
8º - Campeonato Brasileiro de Ciclismo de Estrada
6º - Prova Ciclística 9 de Julho
5º - Volta Ciclística do Grande ABCD
6º - Ranking Brasileiro de Ciclismo de Estrada
2009
1º - GP São Paulo
4º - GP Tiradentes de Ciclismo
2º - GP de Ciclismo Cidade de Montes Claros
4º - Prova Ciclística 9 de Julho
1º - Prova Ciclística de São Salvador
2º - Giro Memorial a Tribuna
4º - Classificação Geral da Volta Ciclística de Campos
2º - Copa Promoson
2º - Ranking Brasileiro de Ciclismo de Estrada
2010
3º - Classificação Geral do Torneio de Verão de Ciclismo
1º - Etapa 3
2º - Etapa 1 do Giro do Interior de São Paulo
2º - Etapa 4 do Tour do Rio
2011
1º - Copa Volta Redonda
1º - Copa Light de Ciclismo
2012
1º - Prova Ciclística Aniversario TV Amapá - Canal 6
5º - Prova TV Atalaia - Cidade de Aracaju
5º - Copa Volta Redonda
1º - Etapa 6 da Volta de Pernambuco
3º - Campeonato Brasileiro de Ciclismo de Estrada
2º - Desafio de Ciclismo Padre José de Anchieta
1º - Corrida Macapá Verão
3º - Prova Ciclística de São Salvador
3º - Volta Cidade Morena
2º - Prova Ciclística Governador Dix-Sept Rosado
2º - Copa Light de Ciclismo
1º - Ranking Brasileiro de Ciclismo de Estrada
2013
2º - Prova TV Atalaia - Cidade de Aracaju
2º - Desafio de Ciclismo Padre José de Anchieta
1º - Corrida Ciclística Macapá Verão
3º - Prova Ciclística São Salvador
3º - GP Genival dos Santos
4º - Ranking Brasileiro de Ciclismo de Estrada
2014
5º - Classificação Geral do Torneio de Verão de Ciclismo